# Kustbanan Åbo–Helsingfors
Kustbanan (finska: Rantarata) är en 195,8 km lång järnväg som börjar vid Åbo hamn i sydvästra Finland och upphör vid Helsingfors centralstation. Sträckan Åbo–Karis togs i bruk 1899 medan Karis–Helsingfors började användas 1903. Kustbanan trafikeras dagligen av fjärrtåg (InterCity och Pendolino) och, mellan Sjundeå och Helsingfors, Huvudstadsregionens närtrafiks linjer Y, X, U, L, E och A.
Från den 15 augusti 2022 och drygt två år framåt är Åbo hamns station och Åbo centralstation stängda och Kuppis tillfällig västlig ändstation, med anledning av utbyggnaden till dubbelspår mellan Åbo och Kuppis.
Trafikledsverket har inlett planering av en ny kortare sträcka med dubbelspår för snabbtåg/höghastighetståg mellan Esbo och Salo via Lojo (Lohja), kallad Entimmeståget eller på finska ELSA-rata ("ELSA-banan"; från ortnamnen Esbo, Lojo och Salo).
Kustbanan är helt elektrifierad sedan 1995 och dubbelspårig mellan Kyrkslätt och Helsingfors. 1998 inleddes utbyggnad till fyrspår från Helsingfors till Alberga, som öppnades augusti 2001, för att ge Helsingfors närtågstrafik ett eget dubbelspår, spår 3 och 4, som kallas Alberga stadsbana. Omkring decennieskiftet 2020 planerades en utbyggnad av fyrspåret från Alberga till Köklax, känt som Esbo stadsbana.